# ハイギョ
ハイギョ（肺魚）は、肺や内鼻孔などの両生類的な特徴を持つ魚で、肉鰭亜綱・ハイギョ下綱に属する。
約4億年前のデボン紀に出現し、化石では淡水産・海産を合わせて約64属280種が知られるが、現生種は全て淡水産で、オーストラリアハイギョ1種、ミナミアメリカハイギョ1種、アフリカハイギョ4種の、計6種のみが知られる。「生きている化石」の1つに数えられる。

## 特徴

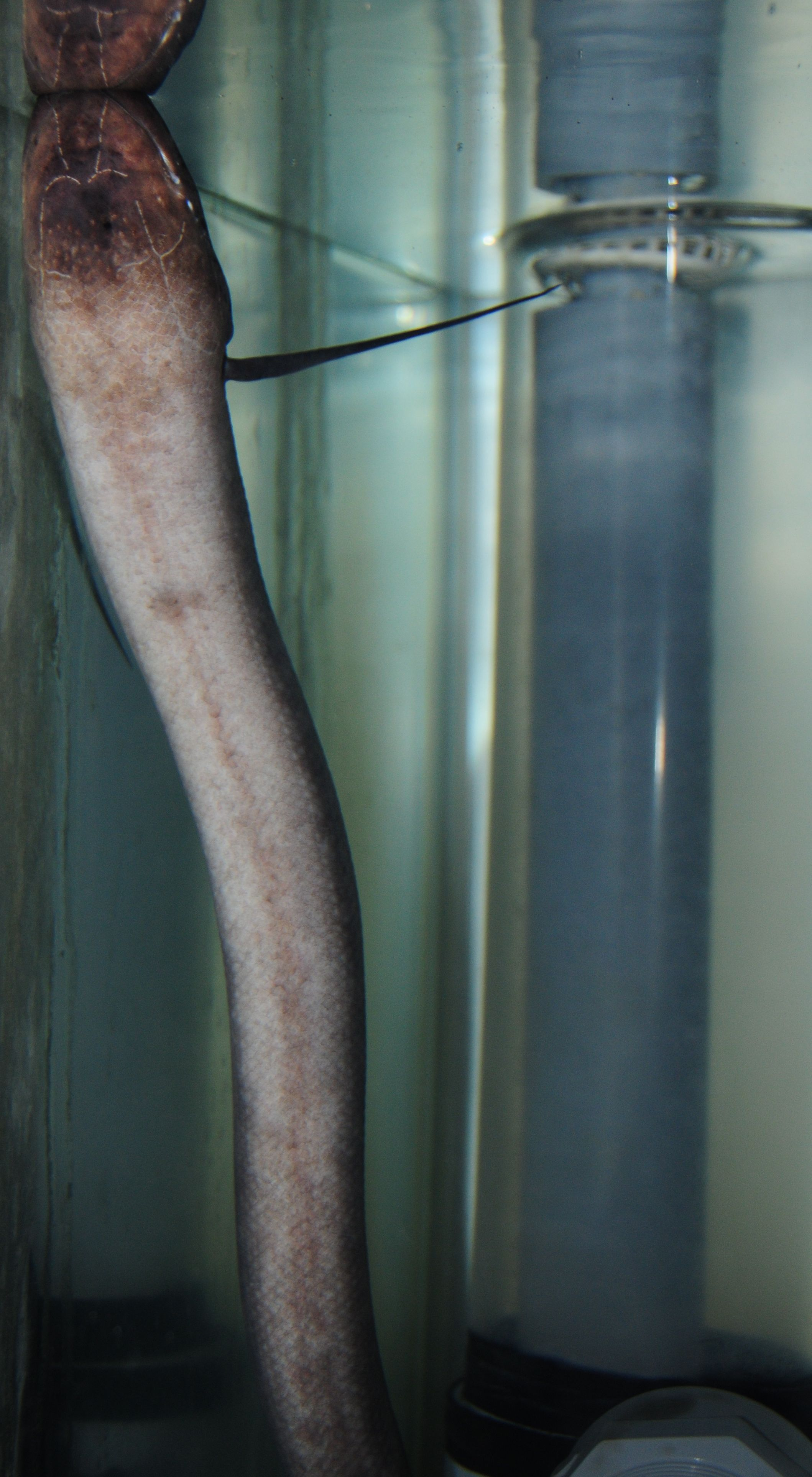
Protopterus dolloi 呼吸のため、水面に顔を出したところ

空気呼吸と夏眠
ハイギョは他の魚類と同様に鰓（内鰓）を持ち、さらに幼体は両生類と同様に外鰓を持つものの、成長に伴って肺が発達し、酸素の取り込みの大半を鰓ではなく肺に依存するようになる。数時間ごとに息継ぎで水面に上がる必要があり、その際に天敵のハシビロコウやサンショクウミワシなどの魚食性鳥類に狙われやすい。その一方、呼吸を水に依存しないため、乾期に水が干れても次の雨期まで地中で「夏眠」と呼ばれる休眠状態で過ごすことができる。なお夏眠については、少なくともペルム紀の頃には行われていた。
この夏眠の能力により、雨期にのみ水没する氾濫平原にも分布している。アフリカハイギョが夏眠する際は、地中で粘液と泥からなる被膜に包まった繭の状態となる。「雨の日に、日干しレンガの家の壁からハイギョが出た」という逸話はこの習性に基づく。
産卵
オーストラリアハイギョが水草にばらばらに卵を産み付けるのに対し、その他のハイギョでは雄が巣穴の中で卵が孵化するまで保護する。ミナミアメリカハイギョの雄は繁殖期の間だけ腹鰭に細かい突起が密生し、酸素を放出して胚に供給する。
内鼻孔
ハイギョは陸上脊椎動物と同様に外鼻孔と内鼻孔を備えている。正面からは吻端に開口する１対の外鼻孔が観察でき、口腔内に開口している内鼻孔は見えない。肺魚類と四足類は内鼻孔を持つという共通項から内鼻孔類とも呼ばれた。
食性と消化器官
ハイギョの歯は板状で「歯板」と呼ばれる。これは複数の歯と顎の骨の結合したもので貝殻も砕く頑丈なものである。獲物をいったん咀嚼を繰り返しながら口から出し唾液とともに吸い込むという習性を持つ。現生種はカエル、タニシ、小魚、エビなどの動物質を中心に捕食するが、植物質も摂食する。頑丈な歯板は化石に残りやすいため、歯板のみで記載されている絶滅種も多い。ハイギョの食道には多少の膨大部はあるものの、発達した胃はない。このためにじっくりと咀嚼を繰り返す。ポリプテルス類、チョウザメ類、軟骨魚類と同様に、腸管内面に表面積拡大のための螺旋弁を持つ。総排出腔は正中に開口せず、必ず左右の一方に開口する。糞はある程度溜めた後に、大きな葉巻型の塊として排泄する。

## 系統・進化
硬骨魚類は肉鰭類と条鰭類の2系統に分かれており、四足類は肉鰭類から進化したとされる。肉鰭類の魚類は現在シーラカンスとハイギョのみである。かつての総鰭類（肉鰭類から肺魚類を除いた群）は分岐学に基づいて妥当性が見直され、さらに、現生種に対して分子遺伝学手法が導入された結果、シーラカンスよりもハイギョが四足類に近縁とする考えや、それに基づいた分類が用いられるようになった。
もともと肺は海以上に酸欠になるリスクがはるかに高い淡水の川で発達して生まれたもの。進化生物学でヒトを含む現在の多くの脊椎動物の祖先と取り上げられることが多いユーステノプテロンも肺を持っていた。また、現在ハイギョ以上に地球に生息している肺を持たずに鰾を持っている魚の鰾は肺が進化して生まれた。
ハイギョには該当しないが、ピラルクやガーなどの鰾は肺としての機能を失っておらず、肺呼吸で他の魚以上に持久力を維持できるのも一億年以上絶滅を免れることができた理由の一つでもある。
化石目を含めるとポロレピス目Porolepiformes（ポロレピス下綱Porolepimorpha）に近縁と考えられており、肺魚形類Dipnomorphaとしてまとめる説もある。
ミナミアメリカハイギョは2024年時点で動物最大のゲノムサイズ（約 91 Gb、ヒトゲノムの約 30 倍）を持つことが知られている。この原因はトランスポゾンの活性の高さにあり、直近1億年で1000万年あたりヒトゲノム1つ分ペースの拡張を続けている

## 分類
現生種をオーストラリアハイギョ目Ceratodontiformes（オーストラリアハイギョ科1種）とミナミアメリカハイギョ目Lepidosireniformes（ミナミアメリカハイギョ科1種とアフリカハイギョ科4種）の2目に分ける説もある。

## 現生種

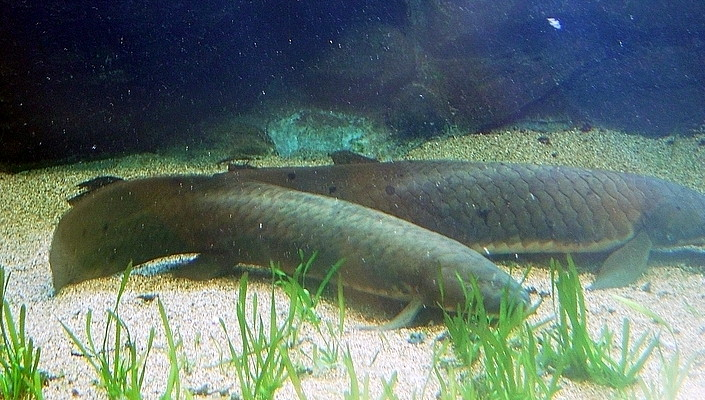
オーストラリアハイギョ Neoceratodus forsteri

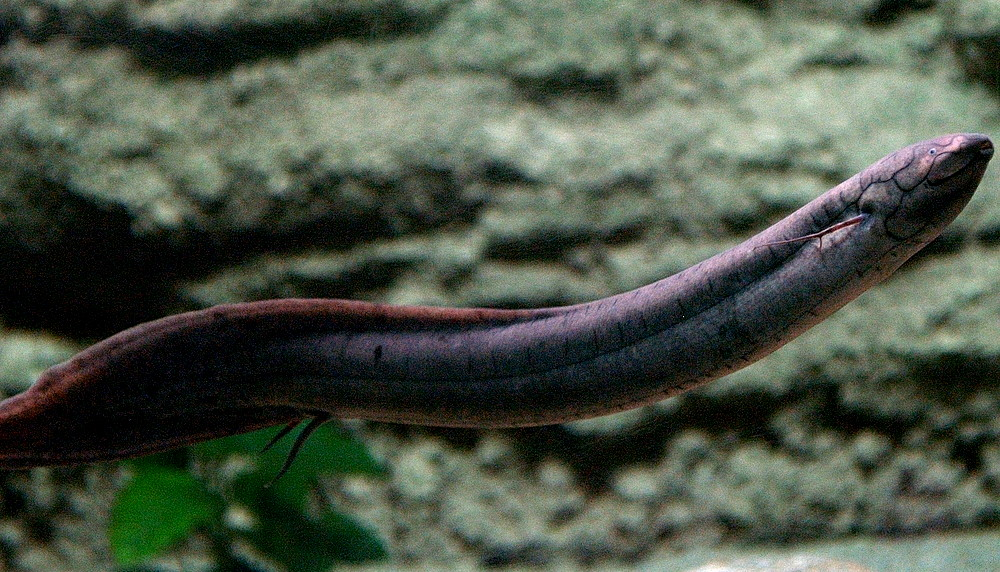
ミナミアメリカハイギョ Lepidosiren paradoxa

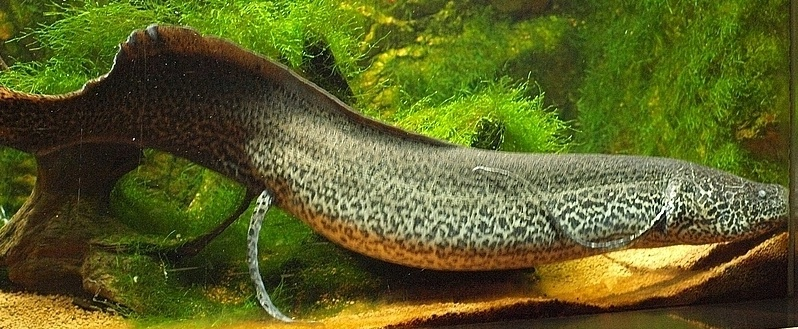
アフリカハイギョ（エチオピクス） Protopterus aethiopicus

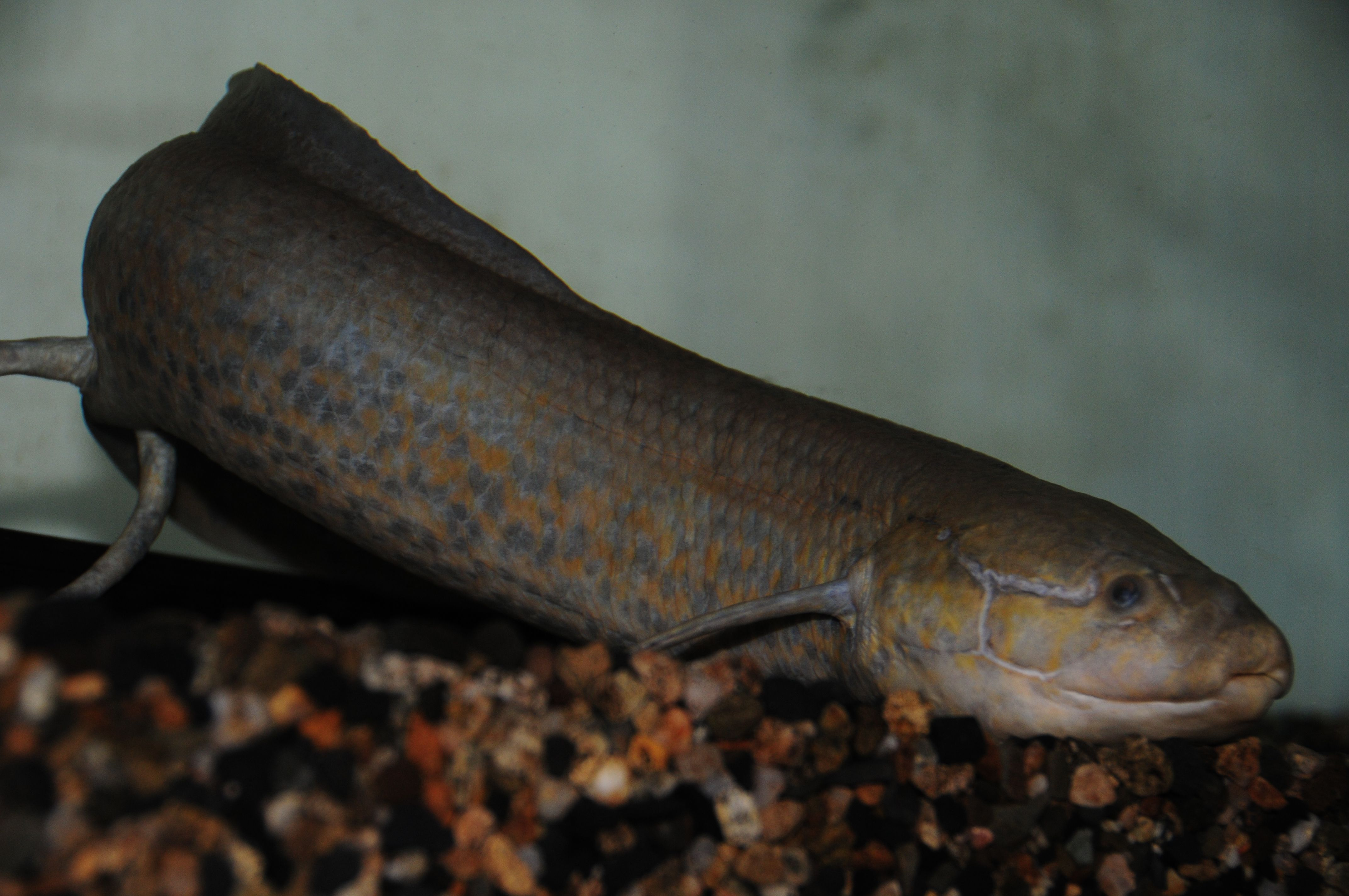
アフリカハイギョ（アネクテンス）Protopterus annectens

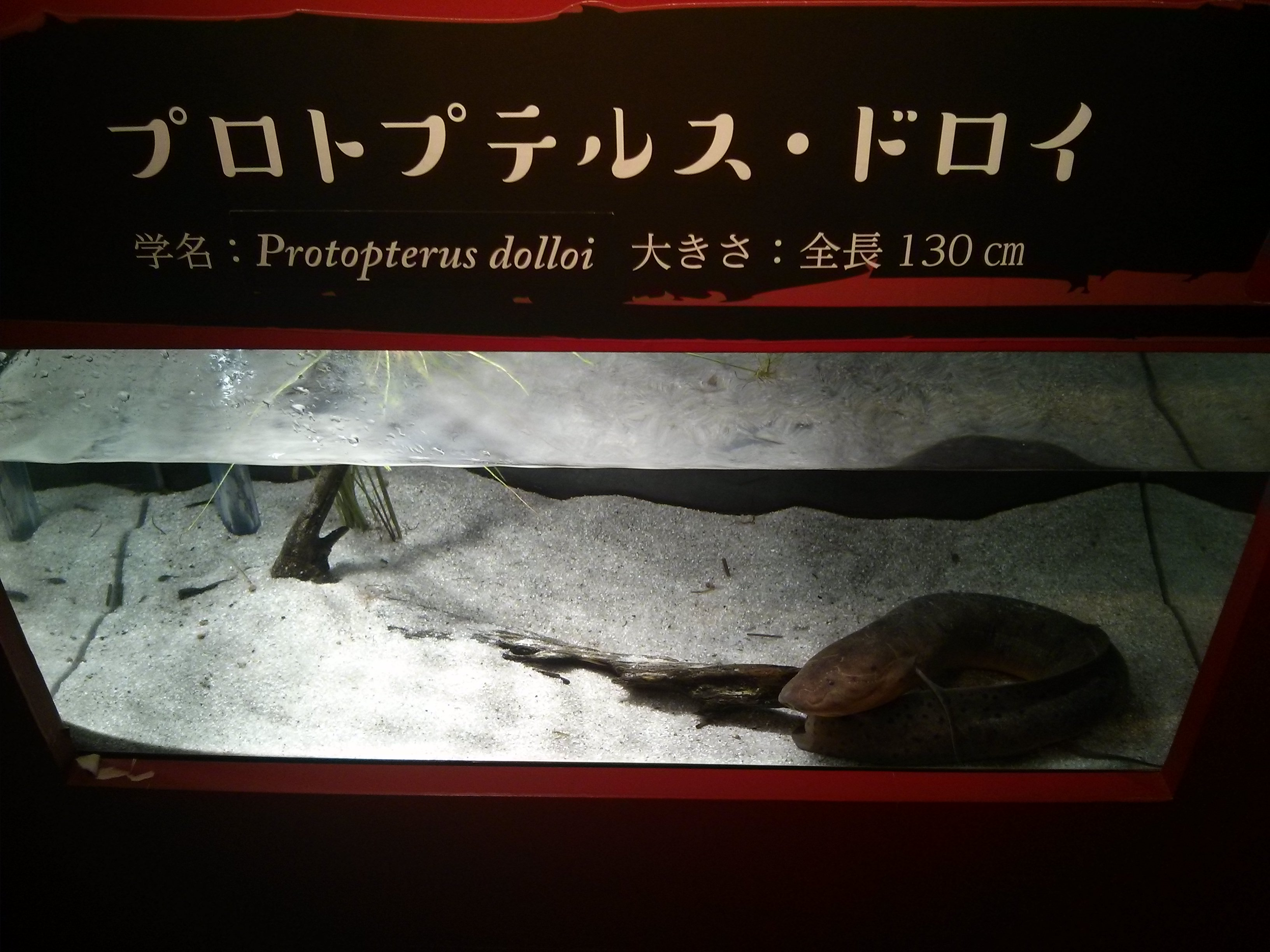
アフリカハイギョ（ドロイ）Protopterus dolloi

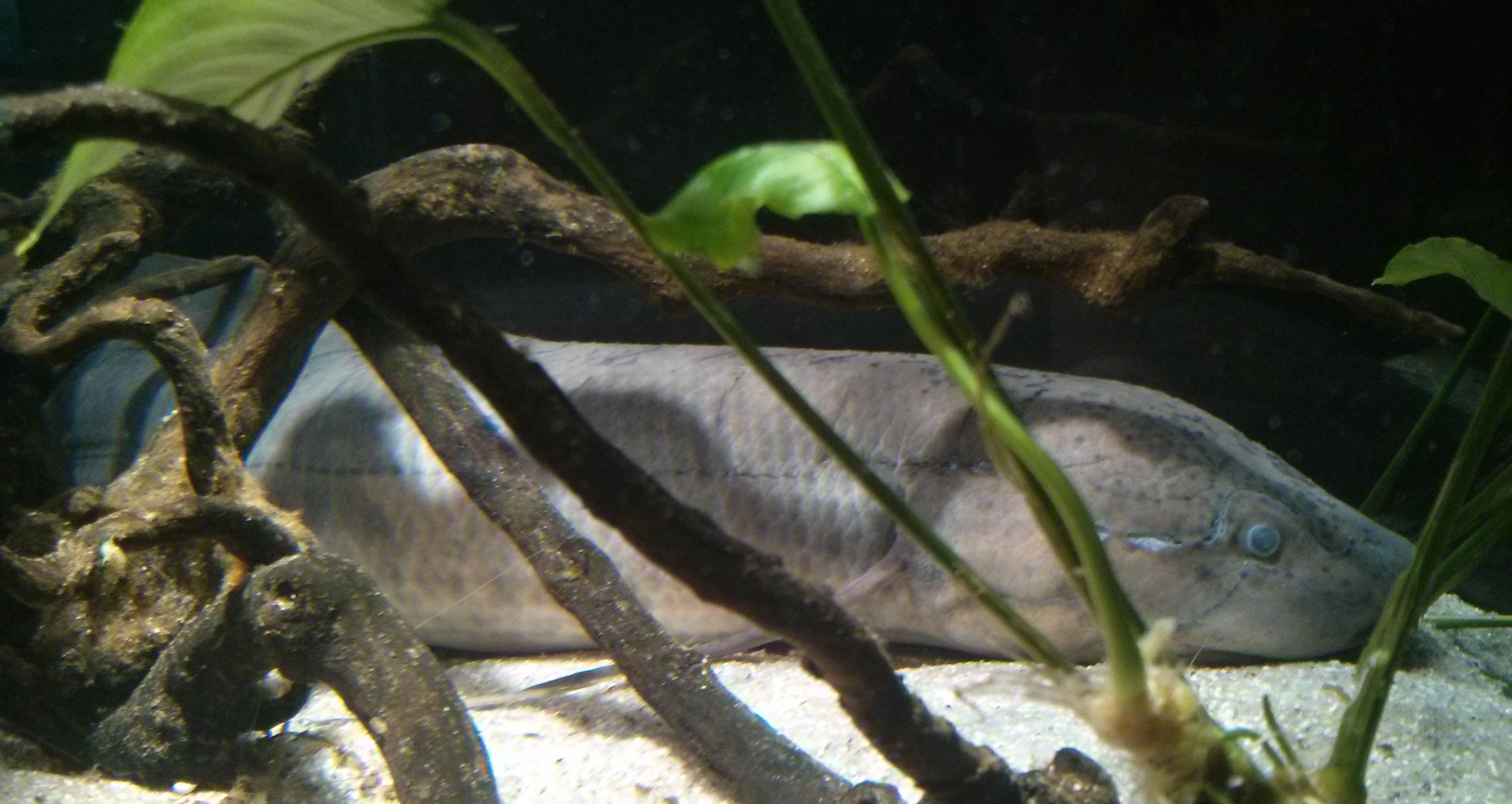
アフリカハイギョ(アンフィビウス) Protopterus amphibius

オーストラリアハイギョ科 Ceratodontidae
ネオケラトドゥス・フォルステリ Neoceratodus forsteri (Krefft, 1870)
オーストラリア北東部に分布する。全長約1.5m。対鰭は葉状で、発達した肉質部を持つ。幼魚の体色は黒色だが、成長と共に褐色へ変化する。ワシントン条約で保護されている。縄張りを持たず、他のハイギョ類に比べて性質は穏やか。ネオケラトダス、ネオセラトダス、ネオセラトドゥスという表記もある。
ミナミアメリカハイギョ科 Lepidosirenidae
レピドシレン・パラドクサ Lepidosiren paradoxa Fitzinger, 1837
南アメリカのアマゾン川流域やラプラタ川流域に分布する。全長は60cm-90cm前後。胴が長く、ひも状の対鰭を持つ。幼体は黒地に黄色の水玉模様をしているが、成長につれ薄くなり、成体では灰色単色となる。
アフリカハイギョ科 Protopteridae, African lungfish
プロトプテルス・アネクテンス Protopterus annectens (Owen, 1839) - West African lungfish
アフリカハイギョの一種。サブサハラ広域に分布し、アフリカ西部と南東部でそれぞれ亜種アネクテンス（P. a. annectens）と亜種ブリエニー（P. a. brieni）とに分けられる。全長約80cm。
プロトプテルス・エチオピクス P. aethiopicus Heckel, 1851 - Marbled lungfish
アフリカハイギョの一種。アフリカ熱帯亜熱帯域に分布し、ナイル川流域に基亜種のエチオピクス（P. a. aethiopicus）、コンゴ川流域に2亜種コンギクス（P. a. congicus）とメスメケルシー（P. a. mesmaekersi）が報告されている。全長約1.5-2m。ひも状の対鰭を持つ。
ヴィクトリア湖ではかつて大量に水揚げされていたが、ナイルパーチの移入と増加により、他の固有種と共に生息数やサイズの低下が起きた。
プロトプテルス・アンフィビウス P. amphibius (W. K. H. Peters, 1844) - East African lungfish
アフリカハイギョの一種。東アフリカに分布する、全長約44.3~60cmの最小のハイギョ。胴が短い。他のアフリカハイギョと同様に対鰭はひも状だが、胸鰭後方の放射が発達している。外鰓は成体でも痕跡が残る。
プロトプテルス・ドロイ P. dolloi Boulenger, 1900 - Slender lungfish or Spotted lungfish
アフリカハイギョの一種。コンゴ川、オゴウェ川流域に分布する。全長は1m以上で、プロトプテルスでは最も胴が細長い。ひも状の対鰭を持つ。ベルギー領コンゴで発見され、肺魚研究で知られたルイ・ドロ（イグアノドンの二足直立型の復元や進化不可逆の法則で著名）にちなんで命名された。

## 絶滅種

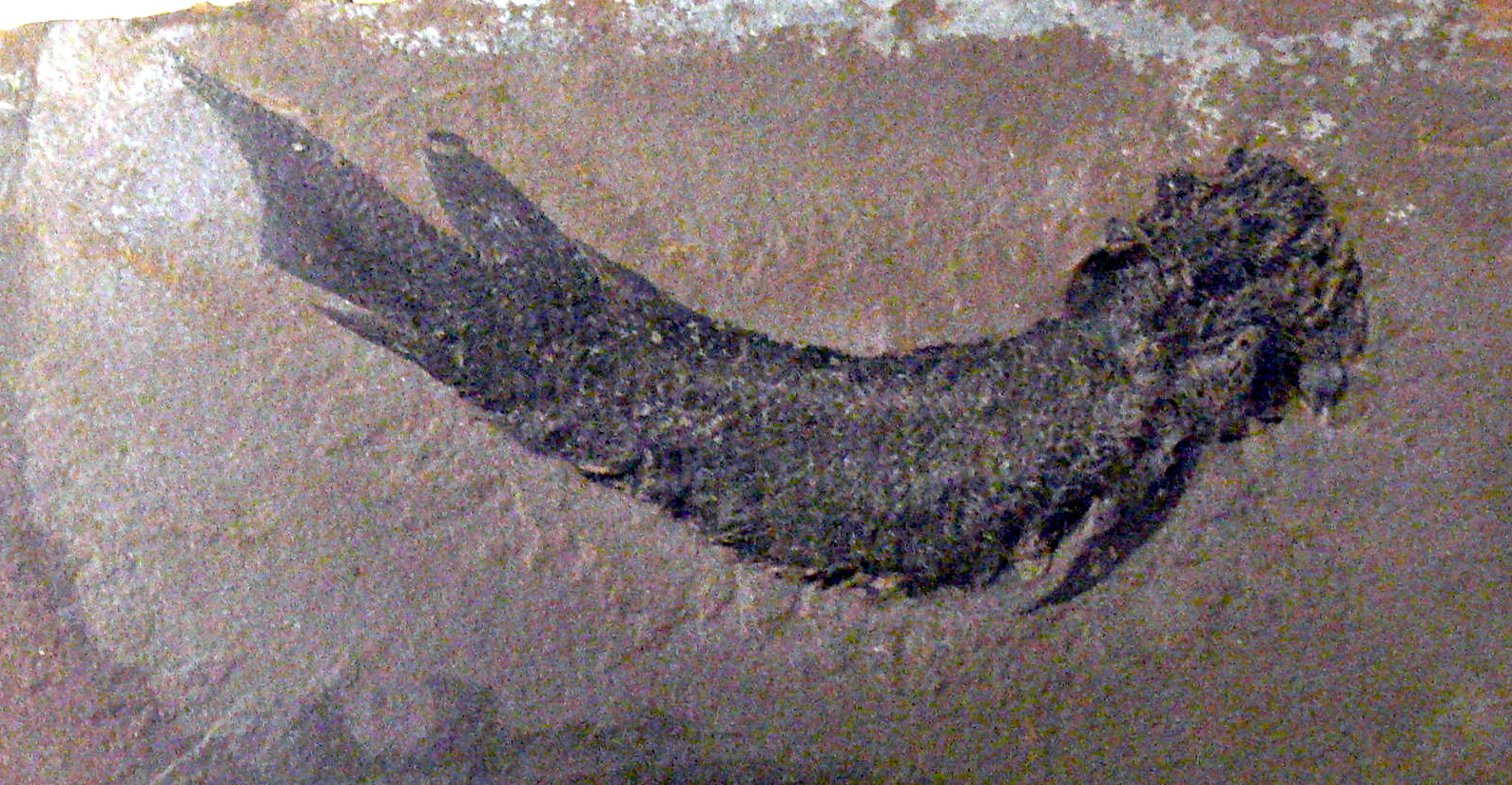
Dipterus valenciennsi

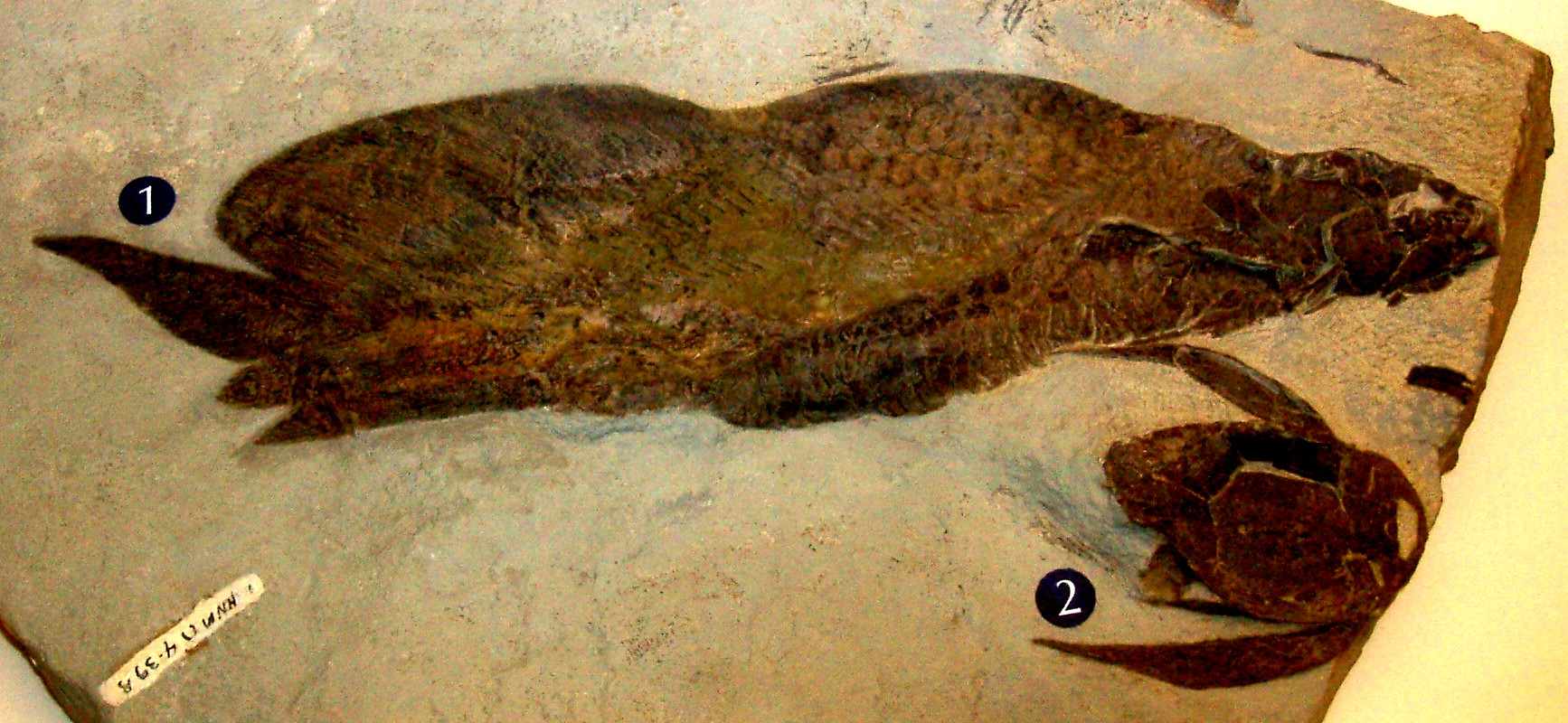
Scaumenacia curta & Bothriolepis canadensis

ディアボレピス Diabolepis (en)
中国雲南省の前期デボン紀の地層から産出し、最古の肺魚とされる。
ウラノロフス Uranolophus (en)
アメリカワイオミング州の前期デボン紀の地層から発見。最古級の肺魚。
ディプテルス Dipterus (en)
デボン紀の地層から産出。化石肺魚の中では最も早くに記載された種（1828年）。記載者の一人セジウィックはデボン紀を命名した。
グリフォグナトゥス Griphognathus (en)
吻が前方に伸びた独特の形態を持つ種。デボン紀。
スカウメナキア Scaumenacia (en)
カナダケベック州の、現在世界遺産に登録されているミグアシャ国立公園内のデボン紀の地層から発見された種。発達した背鰭が特徴。
ケラトドゥス（セラトーダス） Ceratodus (en)
アガシーが記載。中生代に世界各地で繁栄したグループで、18種以上が知られる。後に酷似した現生種のオーストラリアハイギョが発見され、話題となった。

## 飼育
- 入手法（2009年現在）
  - アフリカハイギョ、ミナミアメリカハイギョ - 熱帯魚店などで数千円から数万円で購入できる。
  - オーストラリアハイギョ - 絶滅危惧種であるため、野生個体はワシントン条約により、商取引が制限されている。2002年からは合法的な養殖個体が輸入されており、数十万円で取引されている。
- 管理
  - ヒーター - 冬季はヒーターで25℃から30℃程度を維持する必要がある。
  - 水槽 - 泳ぎ以外（歩行・捕食・呼吸など）の観察であれば体長の1.5倍程度で足りる。水面を完全に塞ぐと溺死の危険がある。ただしフタがないと跳んで逃げる。穴を掘る習性があるため、水草は流木や石などに固定するか、根のないものにする。オーストラリアハイギョ以外は単独飼育を基本とするが、レピドシレンは闘争心が薄いので複数飼育も可能とされる。
  - 餌 - 本来は生きた水生動物を捕食するが、飼育下では生き餌のほか肉食魚用飼料でも飼育される。噛み砕いた餌を吐いては再び吸い込むことを繰り返すので、水質が悪化しやすい[7]。
  - 繁殖 - 海外では研究・商業目的で増殖が行なわれているが、日本国内では行なわれていない。完全に輸入に頼っているのが現状である。しかし、国内で繁殖に挑戦している個人や組織も存在する。